# Musab Zubair
Musab Zubair, arabski vojskovodja, * ?, † 691.
1. ↑  Identifiants et Référentiels — ABES, 2011.
2. ↑  opac.vatlib.it